# شهرستان میجر (اکلاهما)
شهرستان میجر، اکلاهما (به انگلیسی: Major County, Oklahoma) شهرستانی در ایالات متحده آمریکا است که در اکلاهما واقع شده‌است.

## خصوصیات
شهرستان میجر ۲٬۴۸۱٫۲۲ کیلومترمربع مساحت دارد.